# Yimnashana theae
Yimnashana theae är en skalbaggsart som beskrevs av J. Linsley Gressitt 1951. Yimnashana theae ingår i släktet Yimnashana och familjen långhorningar. Inga underarter finns listade i Catalogue of Life.